# آتش‌سوزی اکتبر ۲۰۱۷ کالیفرنیا

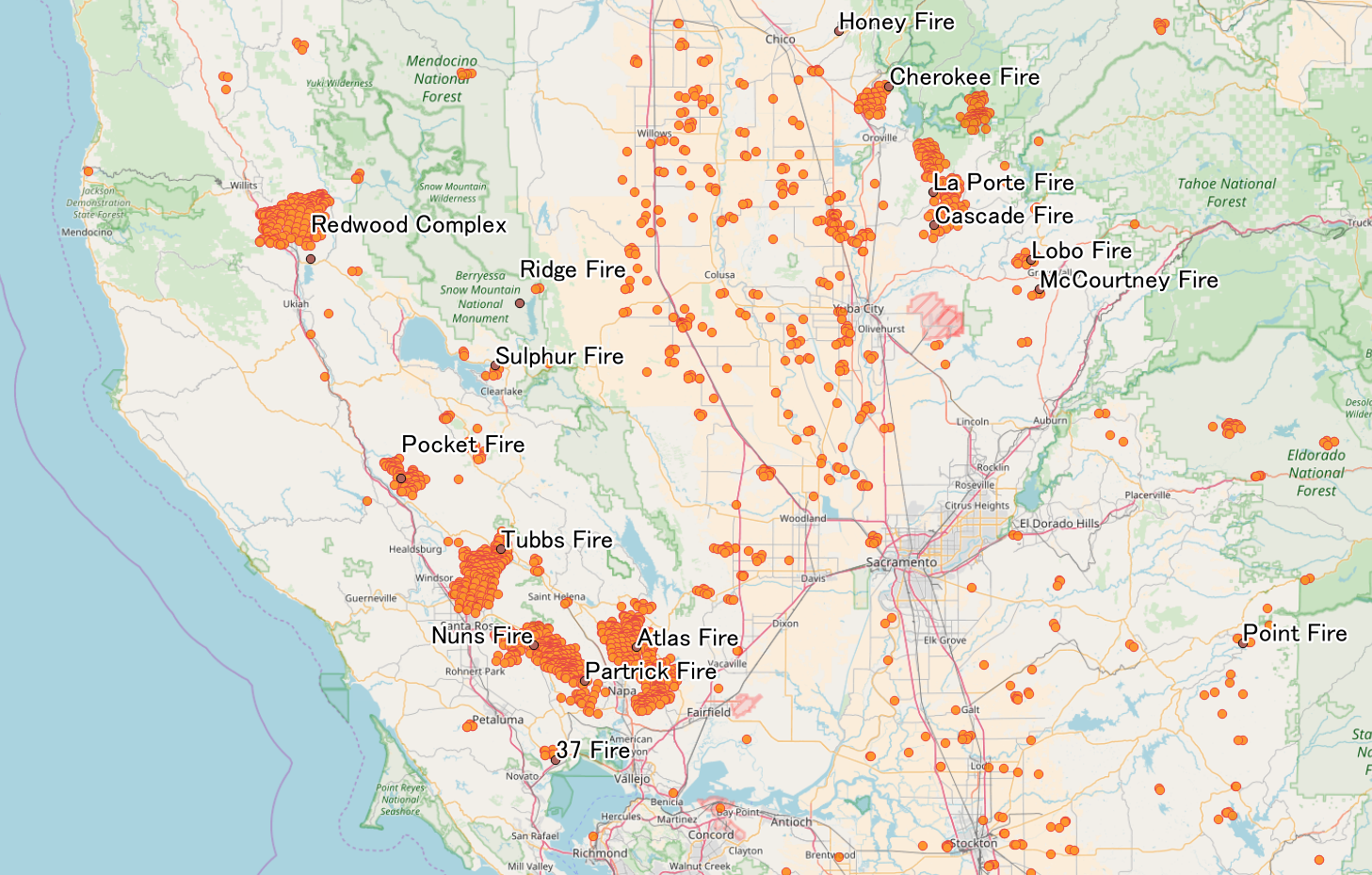
محل آتش‌سوزی کالیفرنیا شمالی

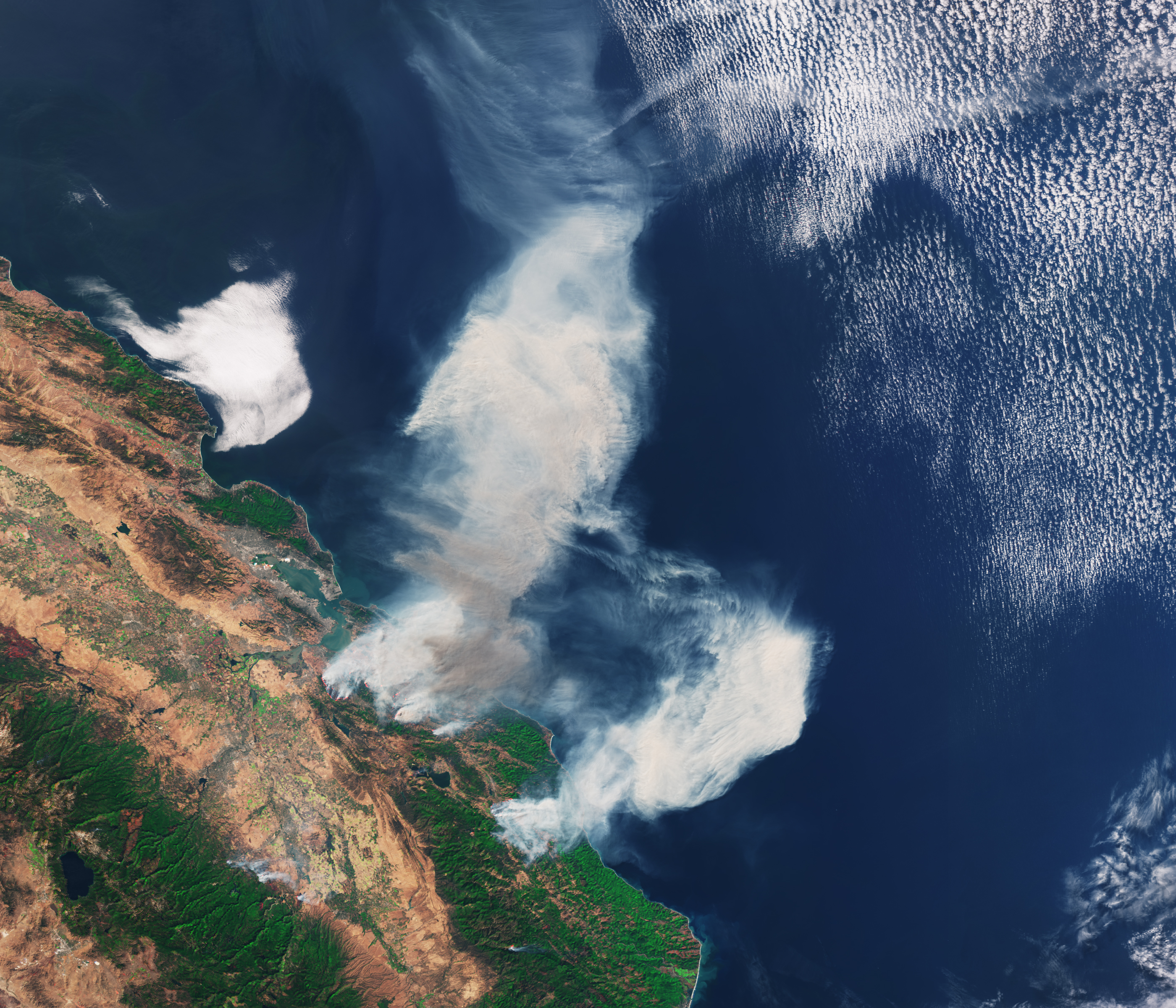
تصویر ماهواره ای، ۹ اکتبر

آتش‌سوزی اکتبر ۲۰۱۷ کالیفرنیا از شب یکشنبه ۸ اکتبر ۲۰۱۷ در سراسر ایالت کالیفرنیا شروع شد و در مدت کوتاهی پس از شروع آتش‌سوزی، به سرعت گسترش پیدا کرد و تلفات و خسارات زیادی برجای گذاشت. تا ۱۴ اکتبر حداقل ۴۲ نفر کشته شدند. این آتش‌سوزی‌ها منجر به هشدار مهم وضعیت قرمز در بسیاری از نواحی این ایالت شد. هفتاد آتش‌سوزی مجزا گزارش شده‌است که دست کم ۳۱ کشته برجای گذاشته‌است. آتش‌سوزی اکتبر سال ۲۰۱۷ مرگبارترین آتش‌سوزی در تاریخ کالیفرنیا از زمان آتش‌سوزی در سال ۱۹۱۸ است.

## تلفات و خسارات
تا ۱۴ اکتبر دست کم ۴۱ نفر جان خود را از دست داده‌اند و حداقل ۱۸۵ نفر نیز مجروح و در بیمارستان بستری شدند. تعداد زیادی نیز مفقود شده‌اند که روزنامه واشینگتن پست آمار آن را ۴۵۰ نفر تخمین زده‌است. گستره آتش‌سوزی تا ۱۴ اکتبر، به بیش از ۸۶۰۰۰ هکتار رسیده‌است و بیش از ۵۷۰۰ خانه کاملاً نابود شد. و ۹۰٬۰۰۰ نفر را مجبور به تخلیه از خانه‌های خود کرده‌است. همزمان هزاران نفر در جنوب کالیفرنیا به دلیل یک آتش‌سوزی در شهر آناهایم هیلز در کانتی اورنج وادار به ترک خانه‌هایشان شدند و ۲۴ خانه در آتش نابود شد. حرارت آتش به حدی است که شیشه‌های ماشین‌ها ذوب می‌شود، صدها خانه در سانتا روزا در آتش سوختند.

## اقدامات
بیش از هشت هزار آتش‌نشان در شهرهای مناطق سونوما و سانتا روزا در هفتاد کیلومتری شمال سان فرانسیسکو که پوشیده از تاکستان‌های وسیع هستند برای مهار آن تلاش می‌کنند. بیش از ۲۰ هزار نفر از ساکنان این مناطق با دستور تخلیه اجباری مواجه شده‌اند.

## علت
دلیل آتش‌سوزی هنوز مشخص نیست و مقامات مسئول علت آن را اعلام نکرده‌اند. برخی از متخصصین احتمال می‌دهند که بر اثر وزش بادهای گرم خرابی سازه‌های برق ایجاد جرقه اولیه را کرده‌است.

## واکنش‌ها
دونالد ترامپ درخواست جری براون، فرماندار کالیفرنیا، را تأیید کرده‌است. او خواسته بود کالیفرنیا منطقه فاجعه دیده اعلام شود، این دستور امکان ارسال کمک‌های اضطراری از سوی دولت فدرال را فراهم می‌کند.

## پیشینه
در سال ۱۹۹۱ آتش‌سوزی مهیبی در تپه‌های اطراف شهر اوکلند رخ داده بود منجر به کشته شدن ۲۵ نفر شده بود.